# Jazykové gymnázium Pavla Tigrida
Jazykové gymnázium Pavla Tigrida je gymnázium v ostravské městské části Poruba. Nabízí studium ve čtyřletém a šestiletém oboru a specializuje se na výuku cizích jazyků.

## Historie
Gymnázium bylo založeno v roce 1991 pod názvem Gymnázium s rozšířenou výukou cizích jazyků. První školní rok probíhal v provizorních podmínkách v budově Základní školy Porubská 831, v roce 1992 škola získala budovu na ulici Čs. exilu 491, odkud se v roce 2005 přestěhovala do dnešních prostor na ulici Gustava Klimenta. Název Jazykové gymnázium Pavla Tigrida nese škola od 1. září 2005. V květnu 2010 byl v areálu školní zahrady slavnostně odhalen památník Pavla Tigrida v podobě busty na kamenném podstavci. V letech 2000-2007 na gymnáziu působil pěvecký Komorní sbor Exil, který získal řadu ocenění na českých i zahraničních soutěžích. V roce 2016 škola u příležitosti 25. výročí založení uspořádala mezinárodní konferenci a sérii seminářů věnovaných moderním českým dějinám. Trvale se věnuje popularizaci osobnosti Pavla Tigrida, ve veřejném prostoru organizuje akce kulturní i vzdělávací, od roku 2022 funguje jako komunitní a vzdělávací centrum. Škola pořádá mezinárodní výtvarnou soutěž ke Dni frankofonie (od roku 2018), které se pravidelně účastní téměř 50 škol a více než 2000 žáků.

## Školní budovy a vybavení
Současný areál školy se nachází v městské památkové zóně Ostrava-Poruba. Gymnázium využívá hlavní budovu a vedlejší budovu, tzv. „domeček”, která bude v roce 2025 rekonstruována na školní komunitní centrum. Součástí školy je objekt dvou tělocvičen, sportovní hřiště a školní zahrada s oddechovou částí a altány. Studentům je k dispozici také jídelna a bufet. Pro výuku jazyků škola využívá specializované učebny, dále disponuje dvěma počítačovými učebnami, literární, hudební nebo výtvarnou dílnou. Pedagogům a studentům je k dispozici knihovna s několika tisíci svazky odborné literatury a beletrie. Všechny učebny jsou vybaveny dataprojektory a počítačem, od roku 2020 jsou prostory kompletně pokryty wi-fi připojením.

## Zaměření školy a vyučované obory
Současná kapacita školy je cca 600 žáků, což odpovídá 6 třídám v šestiletém vzdělávání a 12 třídám ve čtyřletém vzdělávání. V šestiletém vzdělávání je profilovým jazykem francouzština, v níž probíhá také výuka některých dalších předmětů (hudební výchova, zeměpis, dějepis). Dvě čtyřleté třídy se zaměřují na anglický jazyk, jedna na němčinu. Gymnázium trvale zaměstnává rodilé mluvčí (angličtina, francouzština). Studenti mají možnost výrazné profilace v rámci volitelných seminářů jak z oblasti přírodních věd (např. semináře z chemie, biologie), tak i věd humanitních (např. filmová, divadelní a mediální výchova nebo společenskovědní seminář), a to včetně volby třetího cizího jazyka (nabízeny jsou dále španělština, ruština, italština a latina). V rámci výuky žáci absolvují řadu odborných exkurzí a stáží. Škola se pravidelně podílí na vzdělávacích a kulturních aktivitách (Totalitní městečko v Ostravě (2009), Mezinárodní konference Pavel Tigrid a česká exilová publicistika (2017), SametOVA (2019), Labyrint světa a dvéře zážitkům otevřené (2023) nebo konference Škola hrou (2023).

## Zájmové aktivity
Gymnázium podporuje své žáky v rozvoji i v rámci mimoškolních aktivit. Na škole je aktivní školní sbor, dále se studenti mohou přidat do kroužku bojových sportů, zapojit se do debatních kroužků v anglickém i německém jazyce, nebo se stát součástí čtenářského klubu. Studenti se mohou také angažovat v otázkách chodu gymnázia prostřednictvím školního parlamentu či školního časopisu PAUL. Škola zároveň každoročně pořádá zájezdy do zahraničí, na kterých žáci nejen objevují kulturu a památky dané země, ale také mají příležitost procvičit a dále rozvíjet své jazykové kompetence díky ubytování v hostitelských rodinách. V minulosti již byly zorganizovány výjezdy do Francie, Velké Británie, Rakouska, Švýcarska nebo Španělska.

## Významní absolventi
- Lukáš Palyza – basketbalista, olympionik
- Andreas Papadopulos – novinář, zpravodaj ČT
- Petr Pišoft – vědec, meteorolog
- Eliška Mrázová (Elis Mraz) – zpěvačka
- Irena Šťastná – básnířka a prozaička
- Václav Žůrek – historik
- Tereza Vilišová – herečka
- Martin Jůza – režisér, filmový producent

## Fotografie

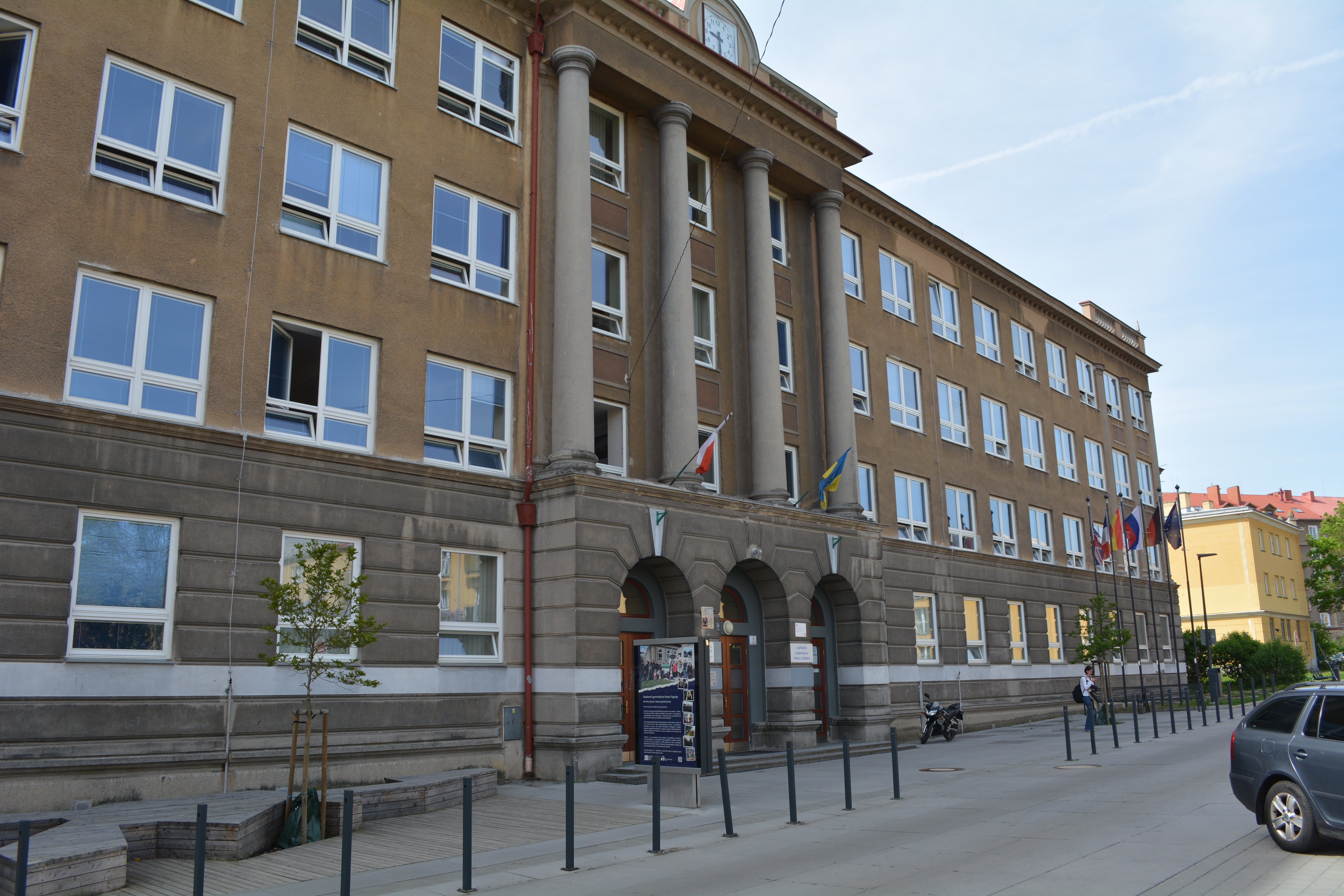
Venkovní pohled na Jazykové gymnázium Pavla Tigrida
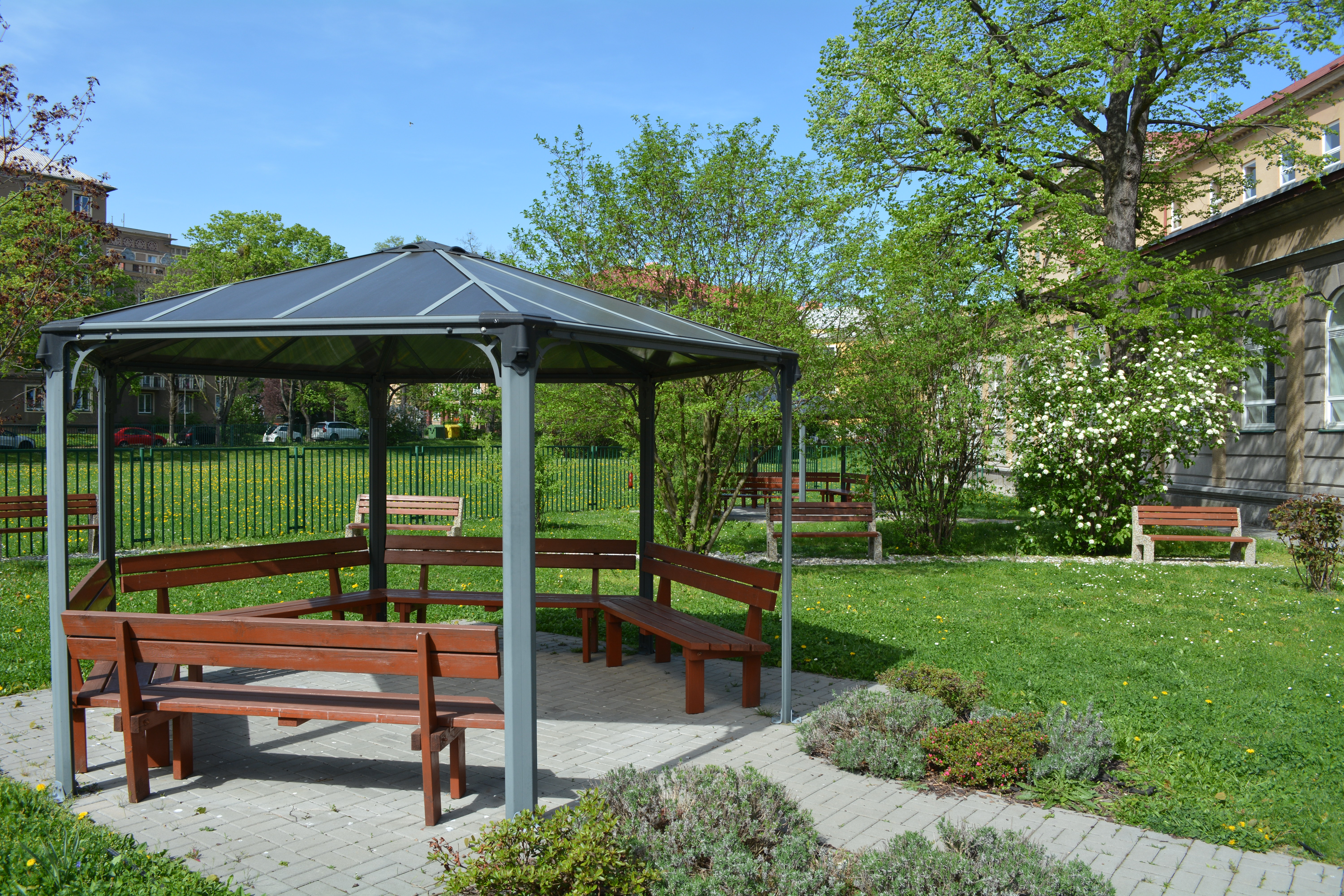
Venkovní prostor s posezením
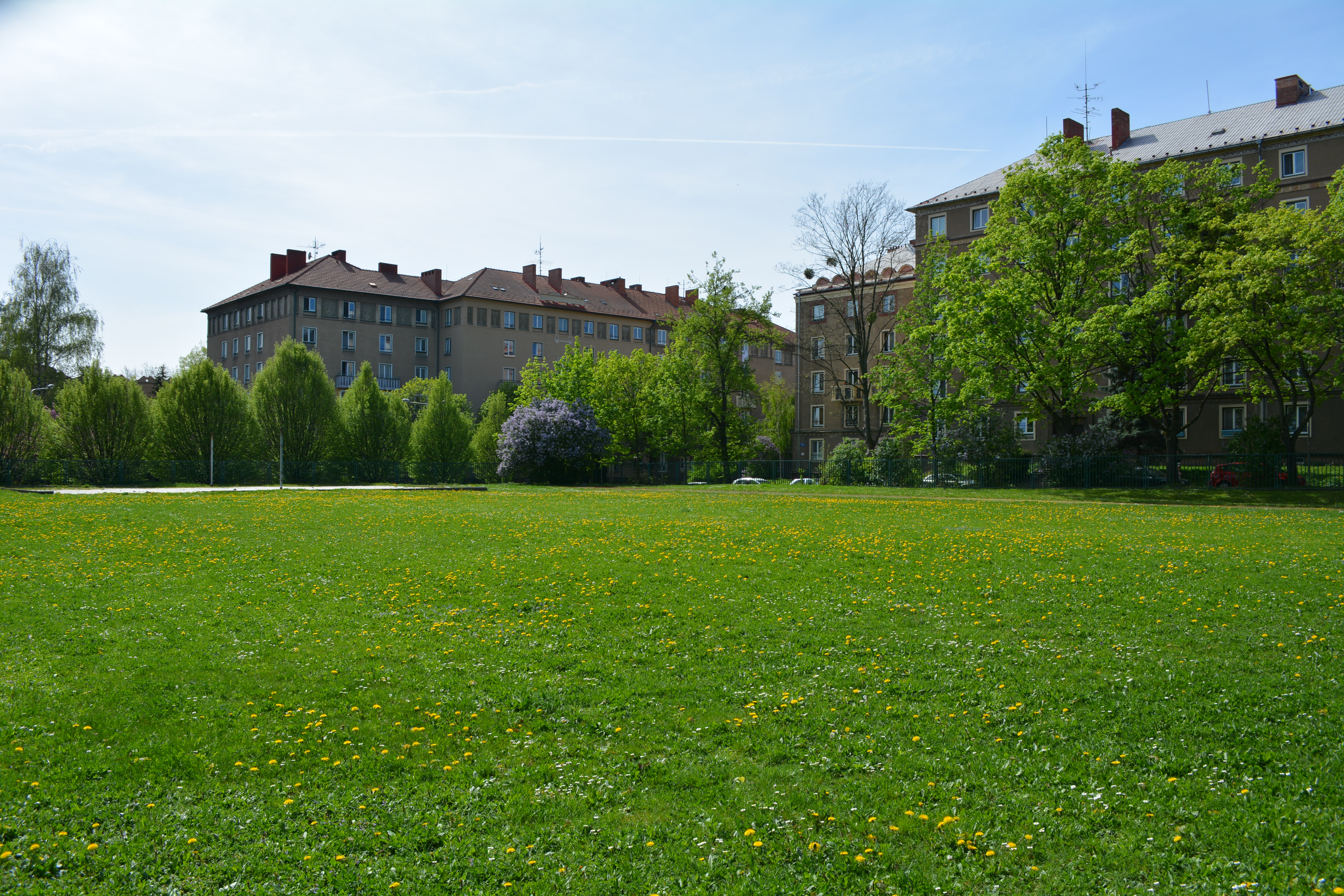
Zahrada
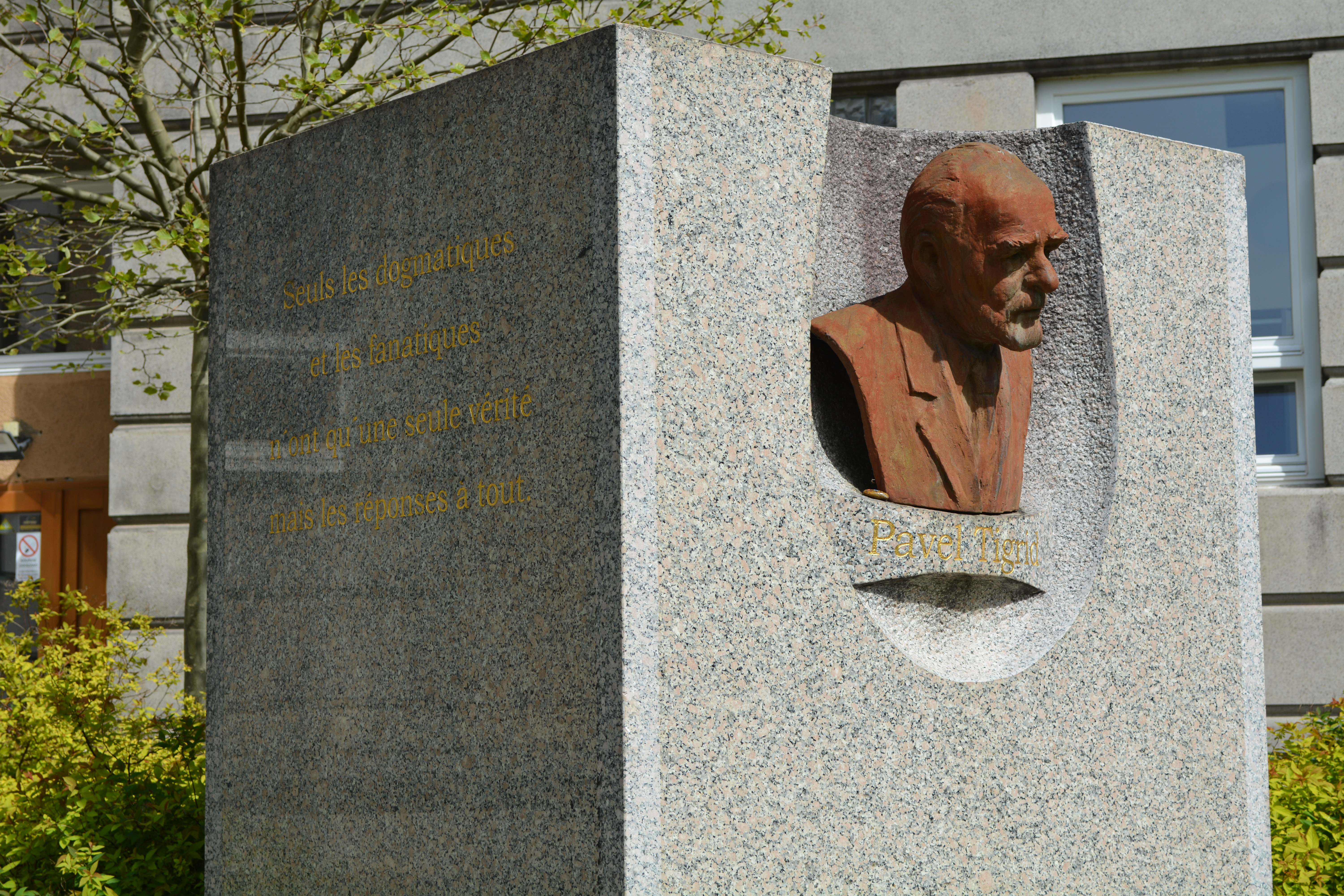
Pomník a busta Pavla Tigrida
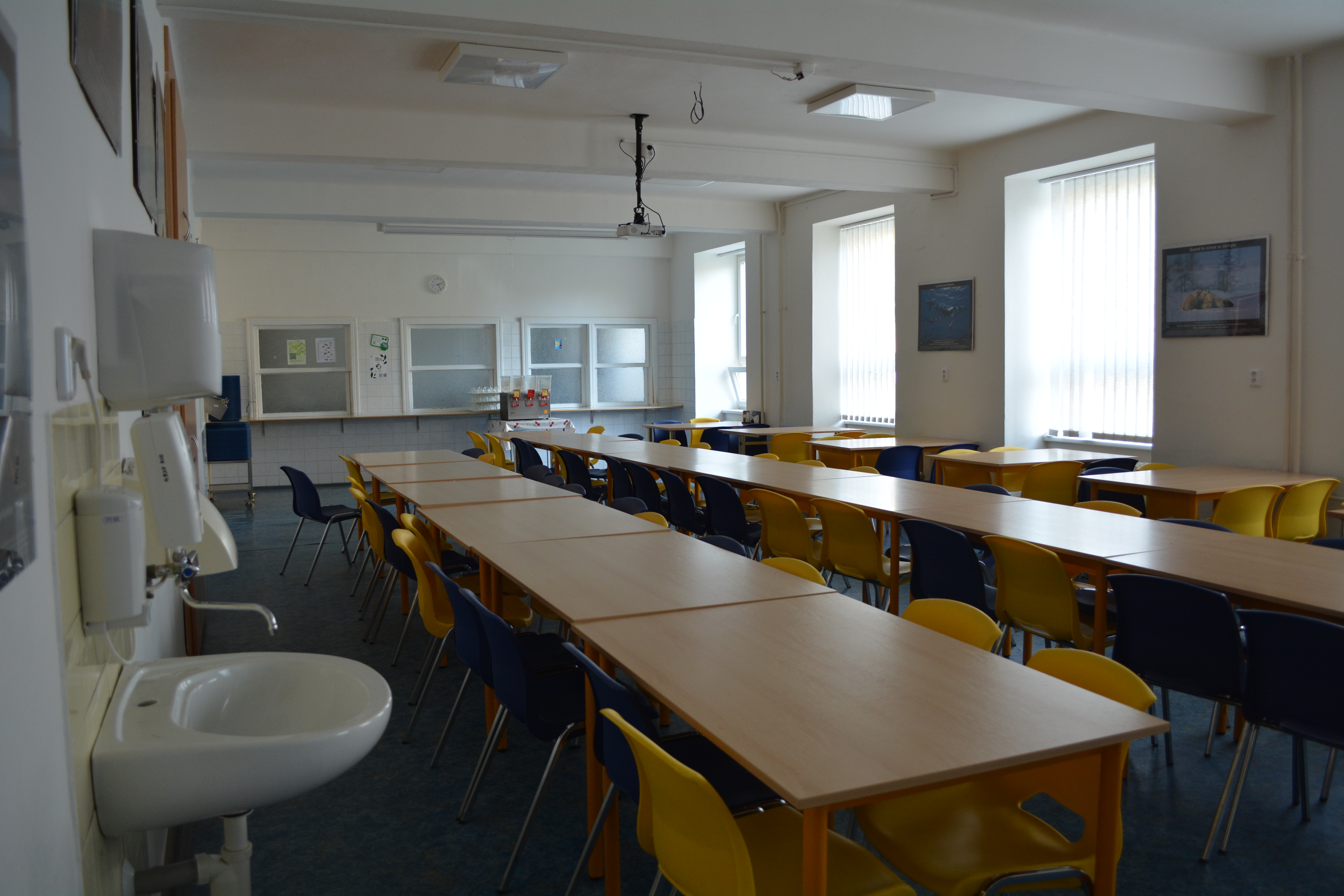
Jídelna
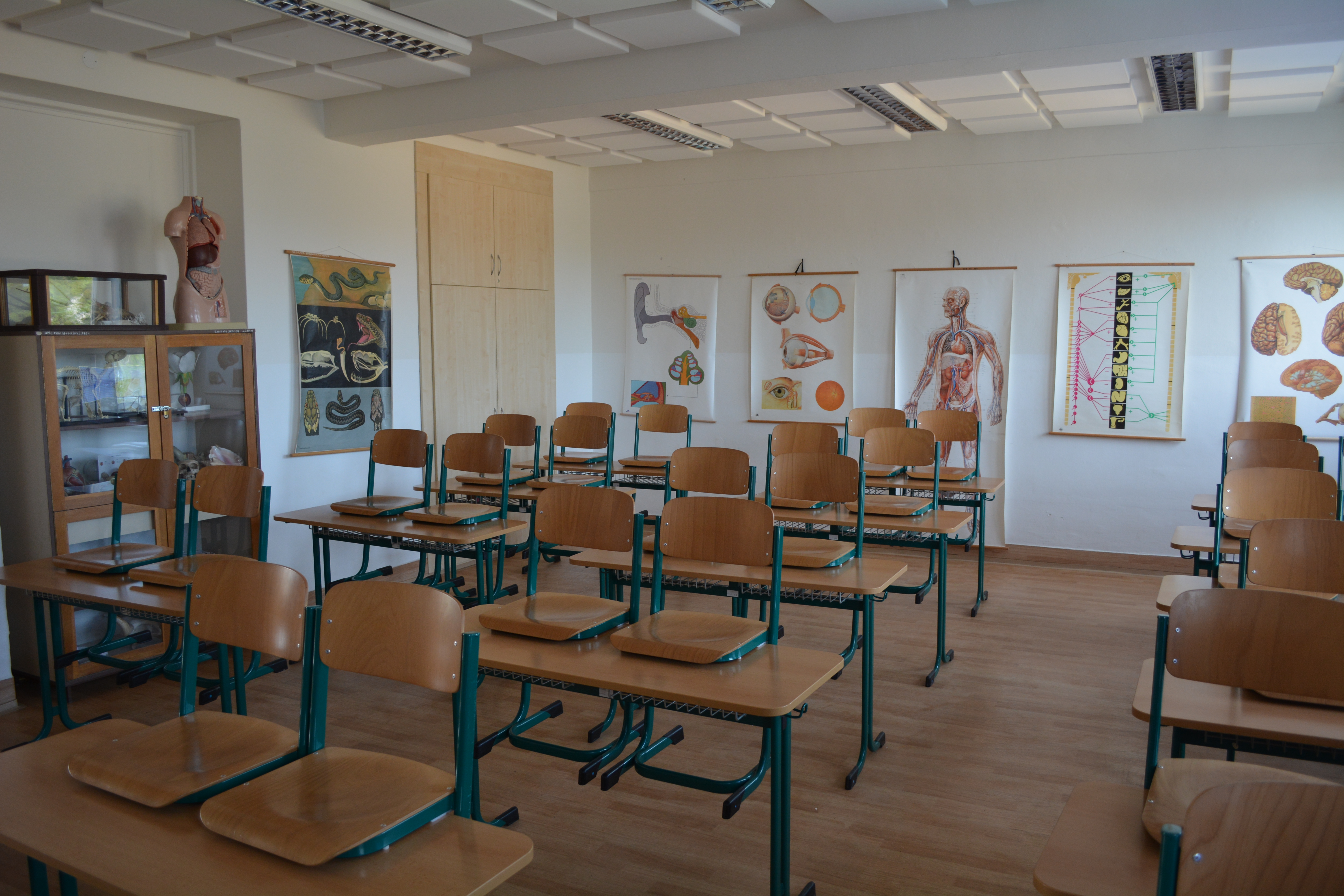
Učebna biologie
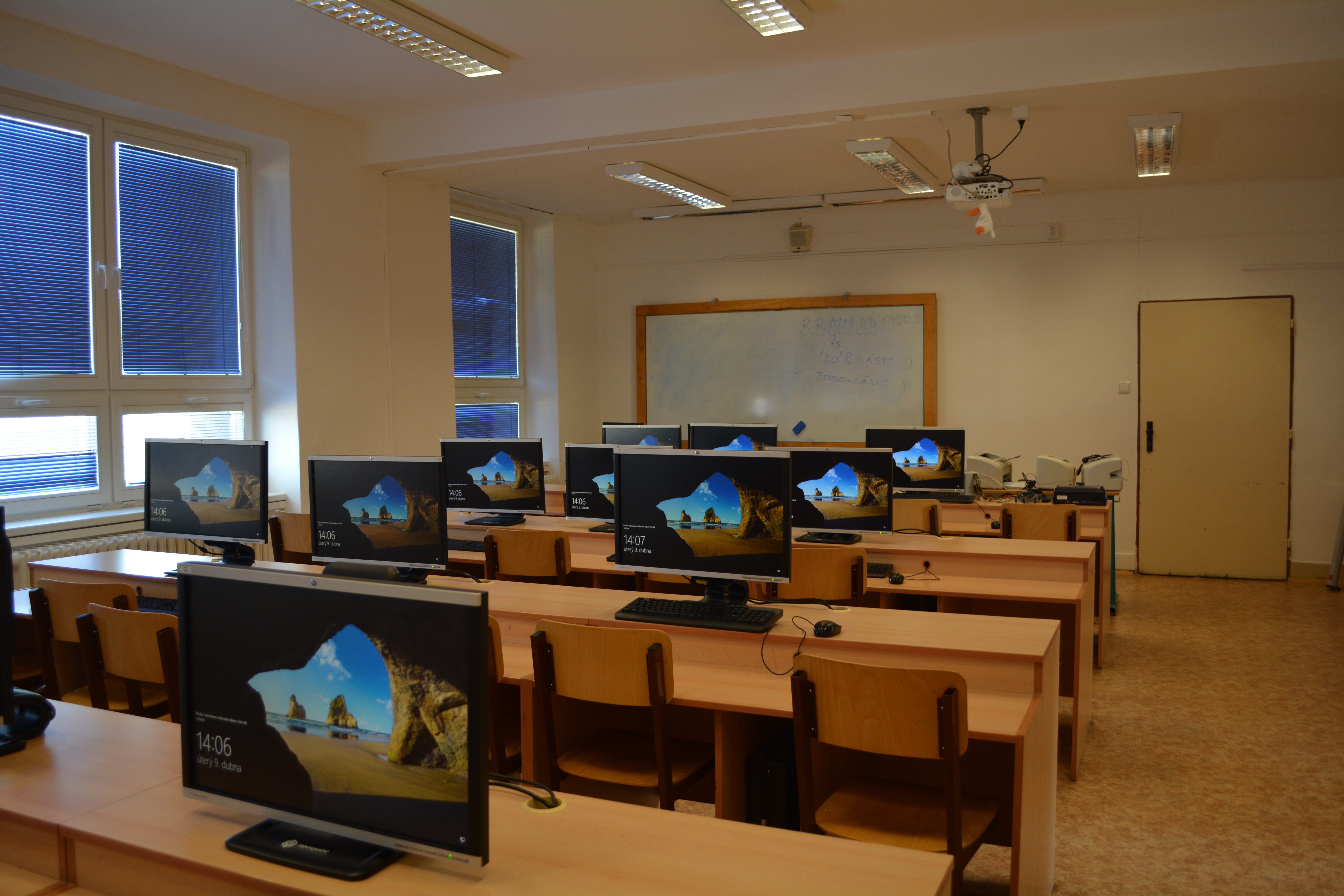
Počítačová učebna
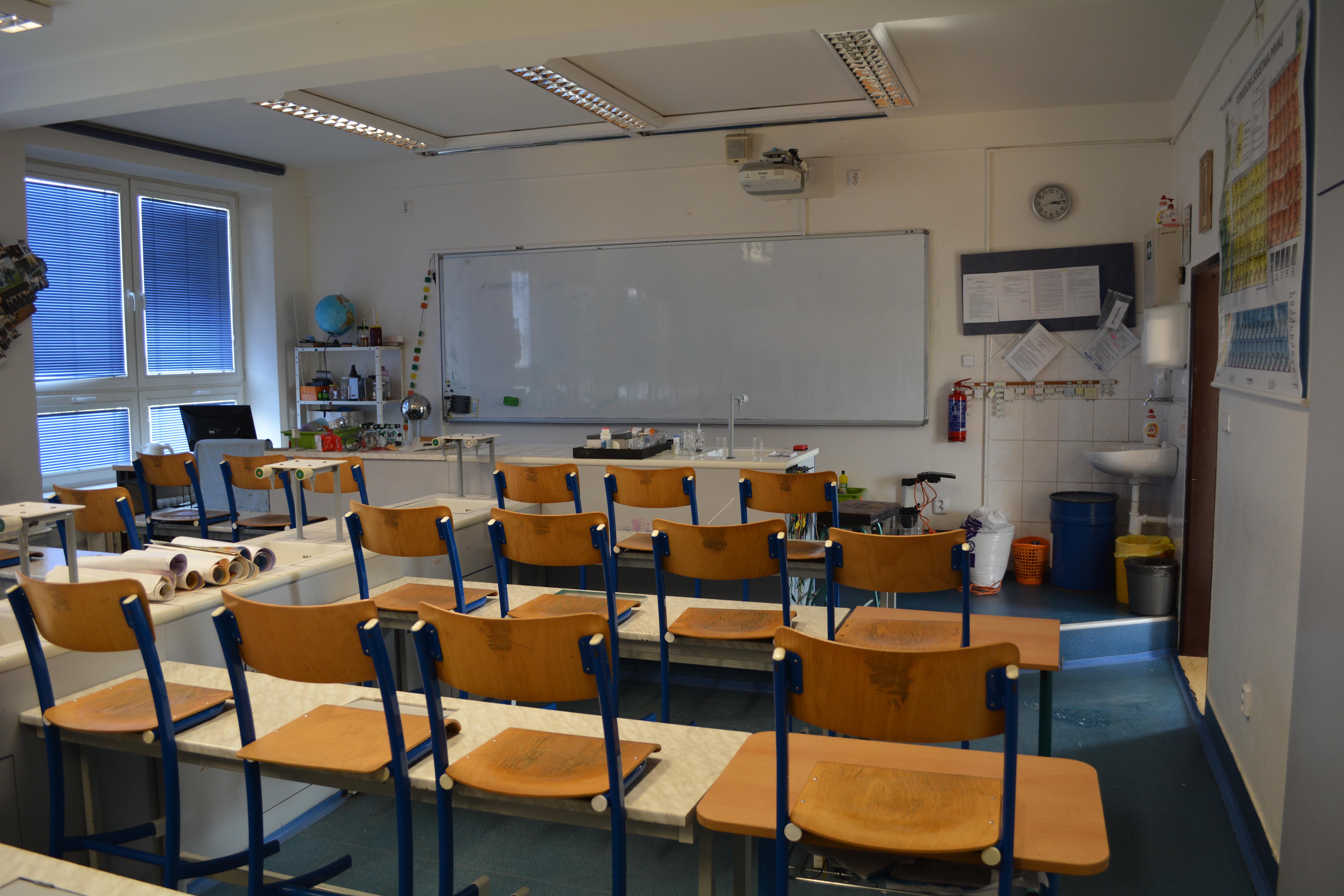
Učebna chemie
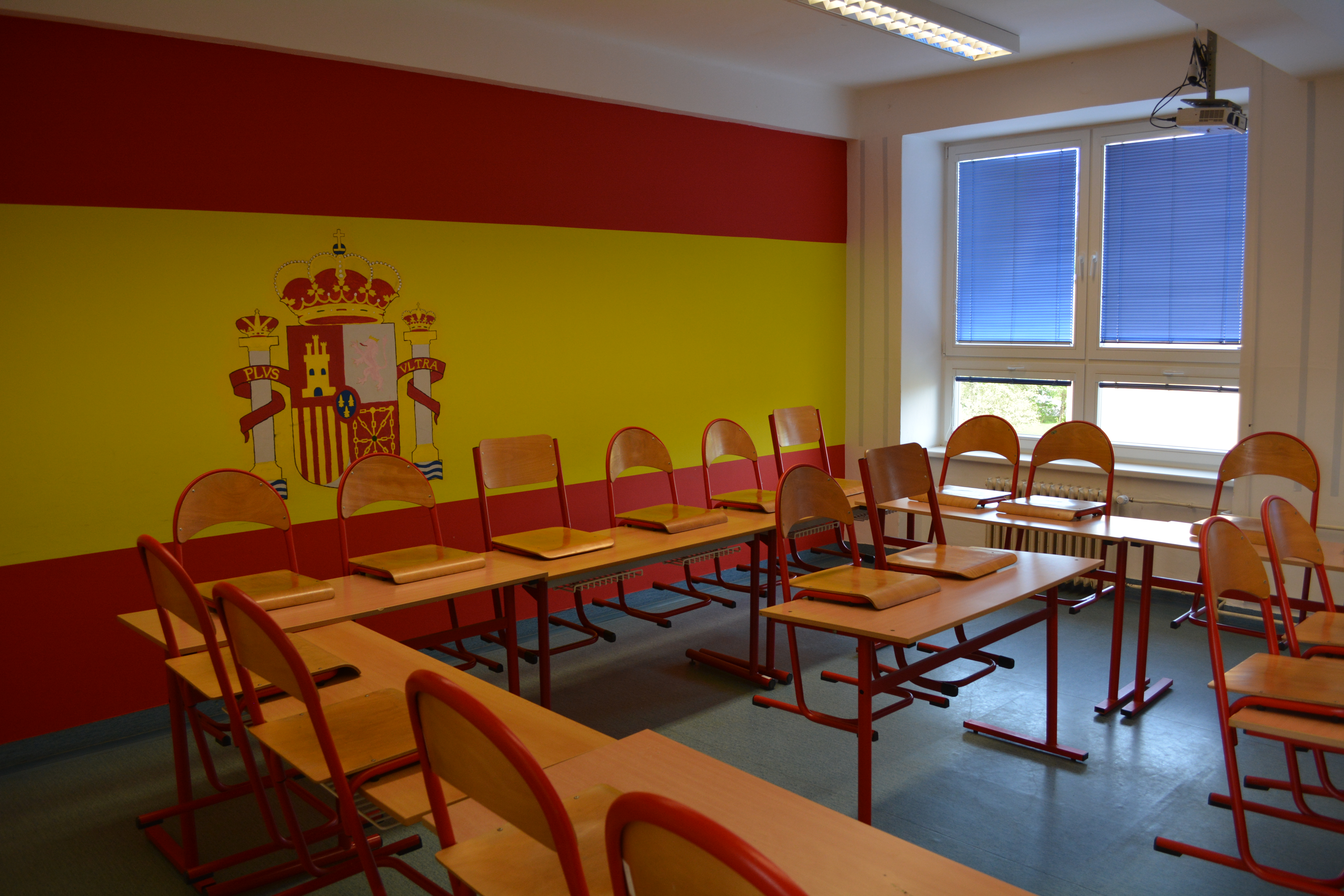
Učebna španělštiny
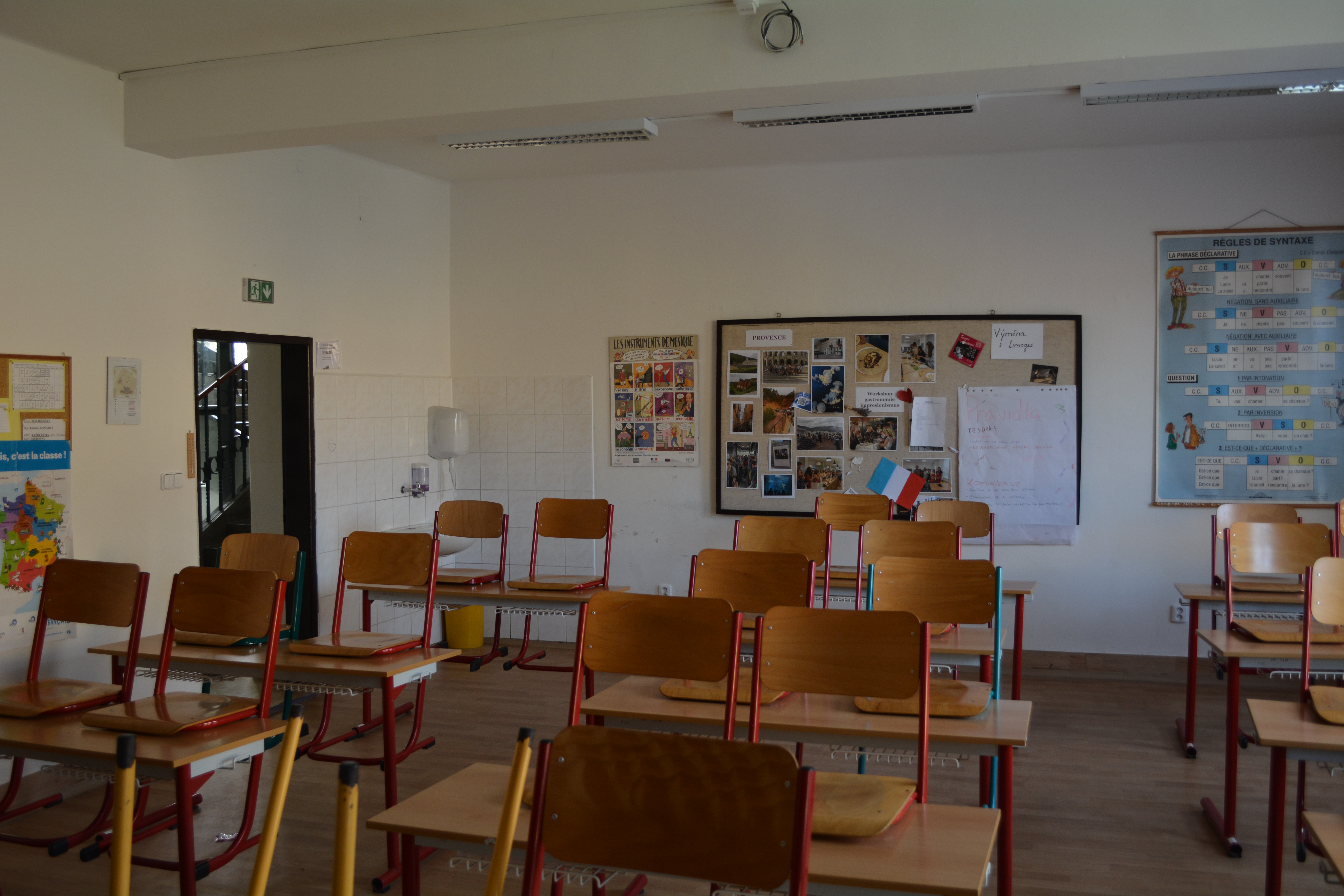
Učebna francouzštiny
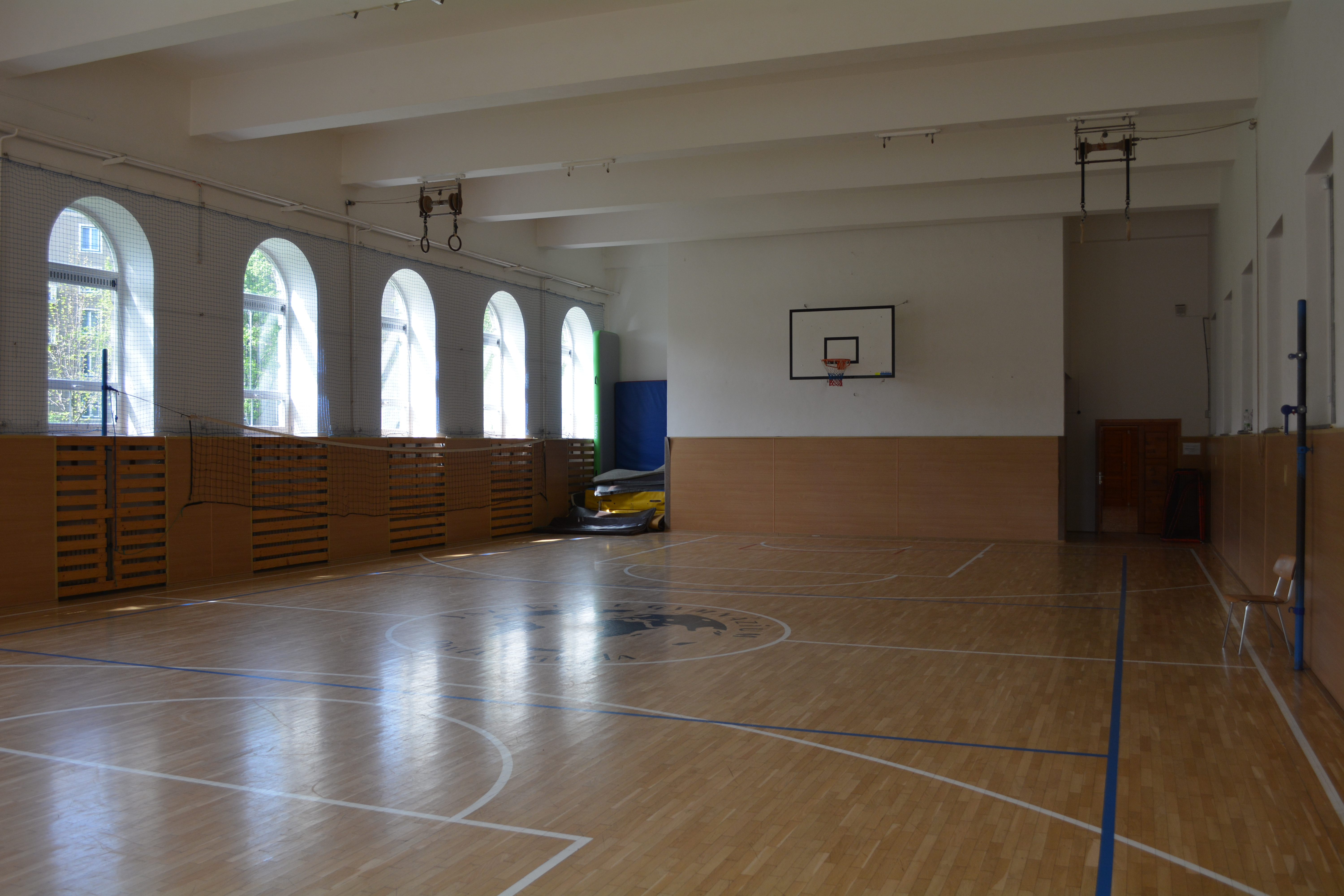
Tělocvična
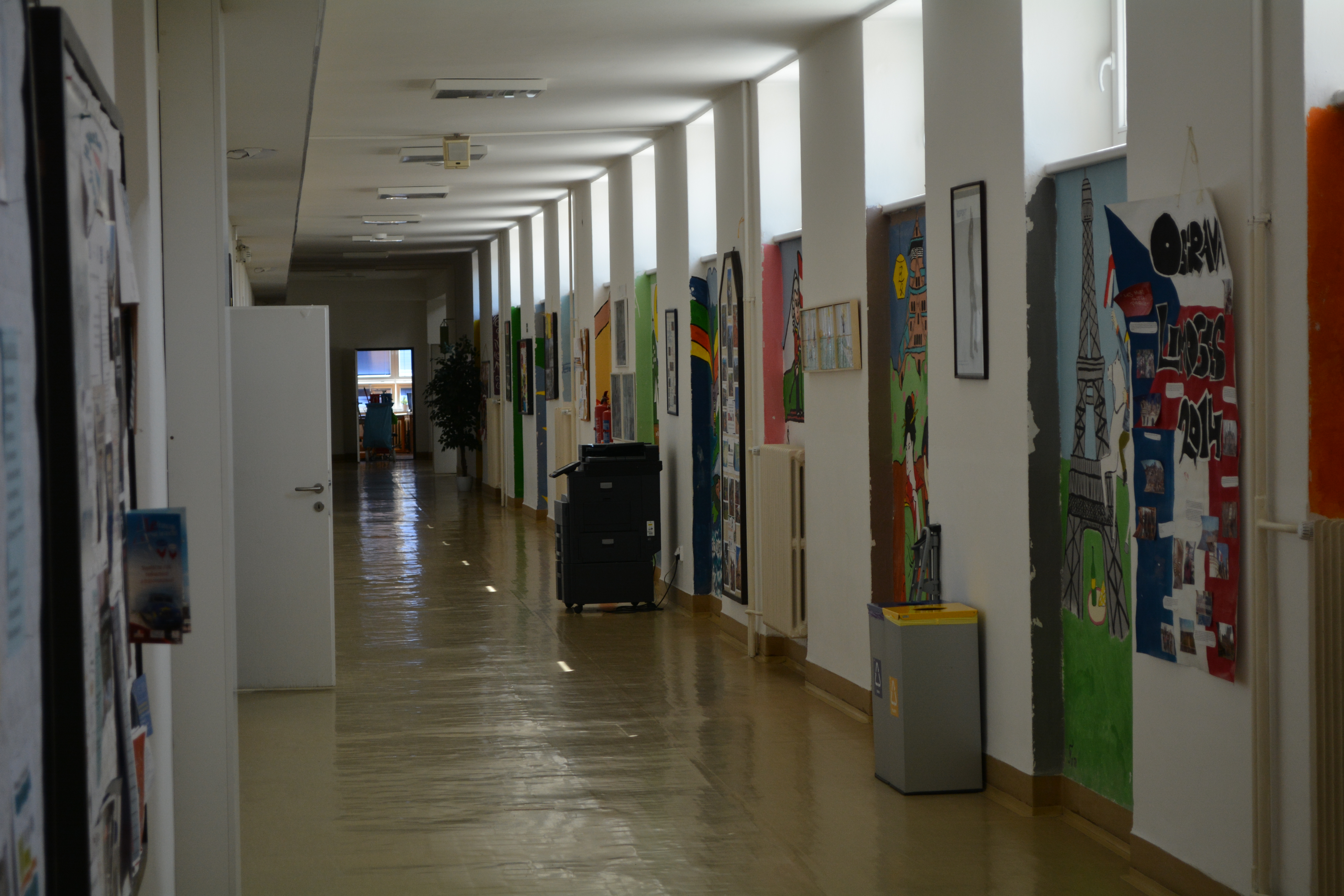
Jazykové patro ozdobené nástěnnými malbami studentů
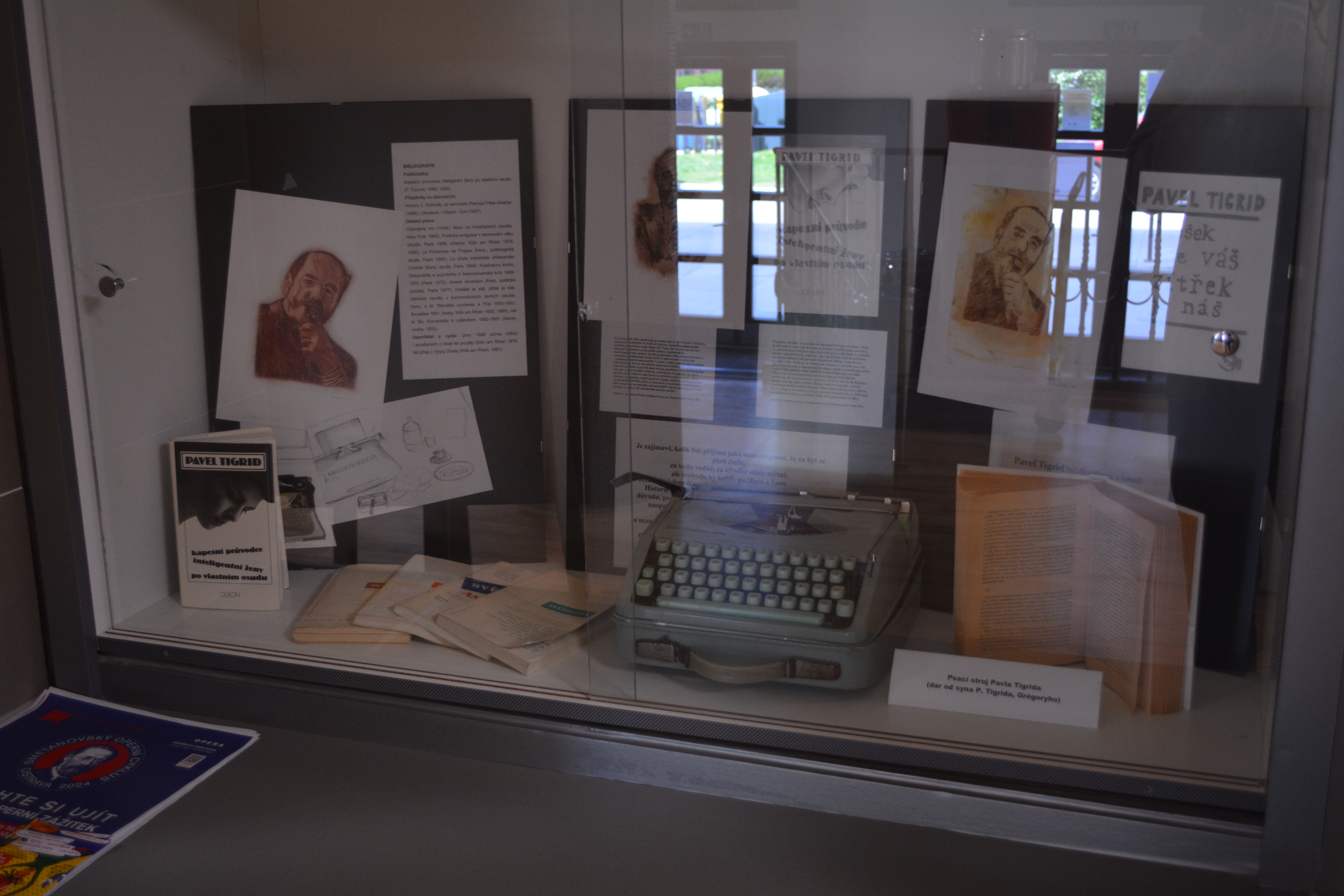
Osobní předměty Pavla Tigrida
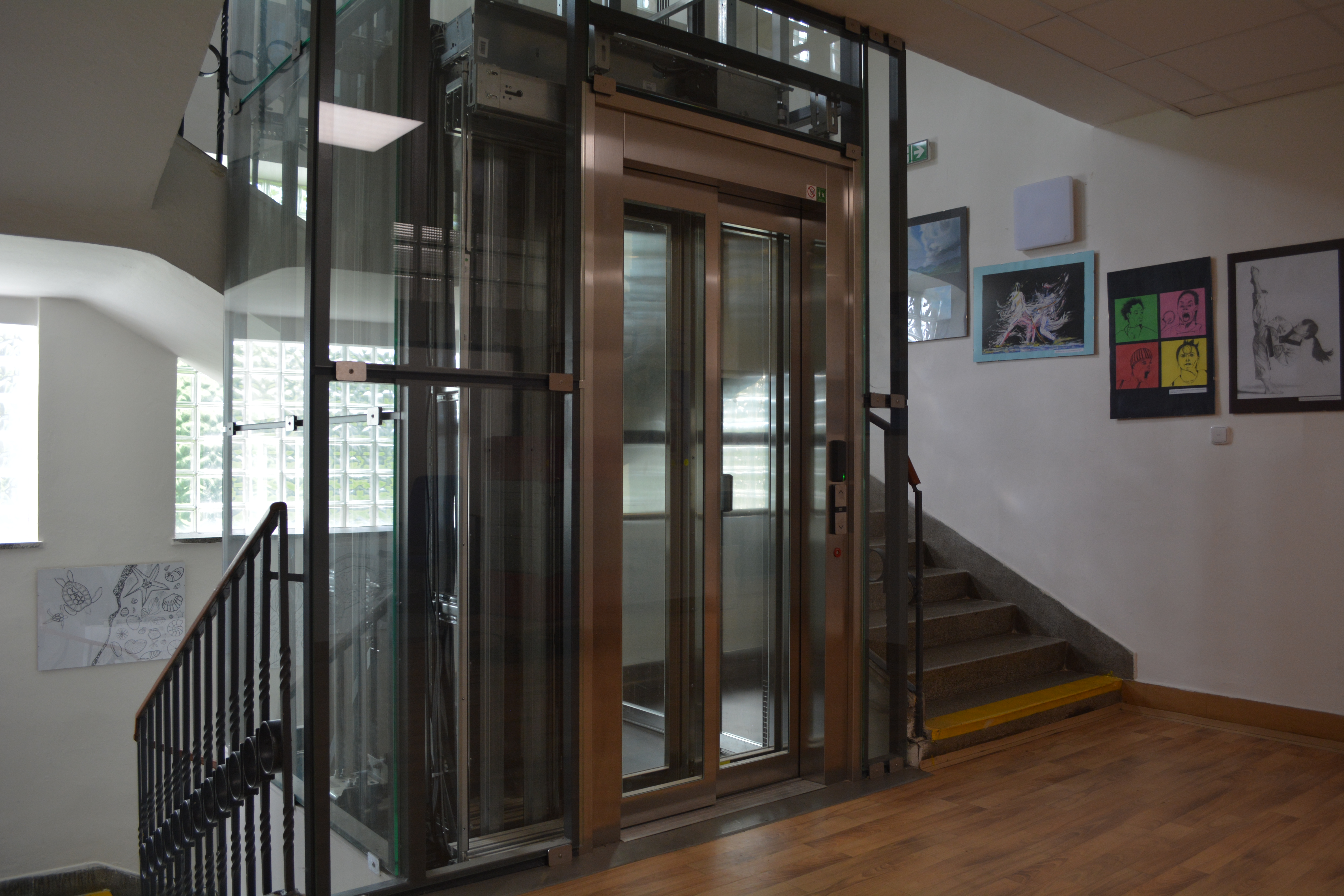
Výtah